# Helmut Baumann (Schauspieler)
Helmut Baumann (* 31. Januar 1939 in Berlin) ist ein deutscher Tänzer, Choreograf, Schauspieler und Musicalregisseur.

## Leben
Baumann studierte nach dem Abitur zunächst Architektur, brach das Studium jedoch ab, um Tänzer zu werden. Über den Tanz kam er zum Musical. Als Regisseur, Schauspieler, Tänzer und Sänger feierte er in dieser Sparte große Erfolge. Mit seinem Lebensgefährten Jürg Burth (unter anderem Choreograph am Theater des Westens) lebt Baumann in Berlin-Charlottenburg.

## Werk
1971 begründete Helmut Baumann zusammen mit Jochen Ulrich, Gray Veredon und Jürg Burth das Tanzforum an der Oper Köln, das als erstes Ensemble unter kollektiver Leitung an einem Stadttheater ganz auf den modernen Tanz ausgerichtet war. 1985 wurde die Zaza Baumanns Paraderolle in dem Musical La Cage aux Folles am Theater des Westens in Berlin. Er war außerdem für die Inszenierung verantwortlich, Jürg Burth für die Choreografie. Bis zur letzten Aufführung 1990 waren die Vorstellungen stets ausverkauft. Baumann war bis 1999 Intendant und künstlerischer Leiter dieses Theaters, das unter ihm zur ersten deutschen Musicalrepertoirebühne wurde.
Eine seiner bekanntesten Inszenierungen war Cabaret  u. a. mit Helen Schneider, Wolfgang Reichmann, Hildegard Knef und Utz Richter. 2015 spielte Baumann bei den Bad Hersfelder Festspielen in diesem Musical den Obsthändler Schultz. Seit 2013 tritt er an der Komischen Oper Berlin in der Rolle des türkischen Botschaftsattachés Mustapha Bey in der Operette Ball im Savoy auf.
Barry Kosky besetzte Baumann in seiner Neuinszenierung von La Cage aux Folles an der Komischen Oper Berlin in der Rolle der Restaurantbesitzerin Jacqueline – eine Hommage an Baumanns Erfolge als legendäre Zaza in den 1980er Jahren in Berlin. Der Rezensent Kai Luehrs-Kaiser kommentiert dies so: „Für Helmut Baumann – in Berlin bedeutete er weit mehr als nur Zaza – stellt die Aufführung ein schönes, verdientes Monument dar. Lohn einer Lebensleistung.“

## Auszeichnungen
- 1994: Berliner Bär (B.Z.-Kulturpreis)
- 1999: Silbernes Blatt der Dramatiker Union
- 2014: Deutscher Musical Theater Preis (Ehrenpreis für das Lebenswerk) der Deutschen Musical Akademie[4]

## Belege
1. ↑  Axel Schock: "Man fragt sich: Was soll das alles?" In: Die Tageszeitung: taz. 2. Januar 1998, ISSN 0931-9085, S. 27 (taz.de [abgerufen am 7. Dezember 2023]).
2. ↑  La Cage aux Folles. In: komische-oper-berlin.de. Ehemals im Original (nicht mehr online verfügbar); abgerufen am 6. Februar 2023. (Seite nicht mehr abrufbar. Suche in Webarchiven)
3. ↑  Kai Luehrs-Kaiser: La Cage aux Folles. In: RBB Kultur. 30. Januar 2023, abgerufen am 6. Februar 2023.
4. ↑  Der Tagesspiegel vom 6. Mai 2014, Onlineausgabe abgerufen am 6. Mai 2014

| Personendaten    | Personendaten                                                   |
| ---------------- | --------------------------------------------------------------- |
| NAME             | Baumann, Helmut                                                 |
| KURZBESCHREIBUNG | deutscher Tänzer, Choreograf, Schauspieler und Musicalregisseur |
| GEBURTSDATUM     | 31. Januar 1939                                                 |
| GEBURTSORT       | Berlin                                                          |